# Dantalion

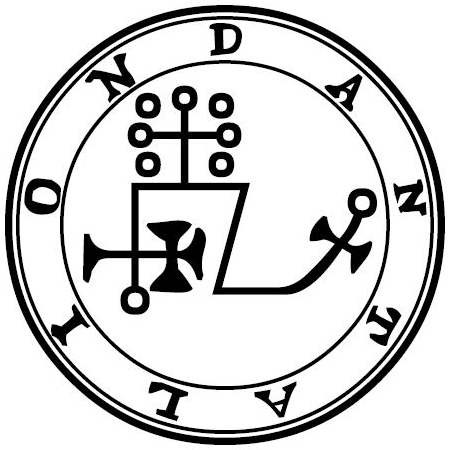
Dantalionova sigilie

Dantalion nebo Dantalian je jeden z démonů popisovaných v grimoárech.

## Popis
V Lemegetonu a Pseudomonarchia Daemonum je popisován jako mocný vévoda pekla. Je zobrazován jako muž s mnoha tvářemi (mužské i ženské) zahalený v kápi držící knihu. Vládne 36 legiím démonů. Zná lidské myšlenky a dokáže s nimi libovolně manipulovat. Okultisté žádají jeho pomoc při kouzlech lásky, jelikož může způsobit zamilování. Dokáže vyvolat vize a předává tajné rady a vědomosti, učí všechny umění a vědy.
V okultismu je spojen s 20.–24. stupněm Ryb, 11.-15. březnem, v tarotu s 10 poháry, s fialovou barvou, se zimolezem, s železem a plutoniem, s Marsem či Plutem a elementem vody.